# أوزوالد تسيمرمان
أوزوالد تسيمرمان هو صحفي الرأي وصحفي وسياسي ألماني، ولد في 5 فبراير 1852 في Środa Śląska ‏ في بولندا، وتوفي في 5 أكتوبر 1910 في درسدن في ألمانيا. نشط حزبياً في German Reform Party ‏. وقد انتخب عضو مجلس النواب الألماني للإمبراطورية الألمانية ‏.